# Super Bowl XLVI
Super Bowl XLVI was de 46ste editie van de Super Bowl, een Americanfootballwedstrijd tussen de kampioenen van de National Football Conference en de American Football Conference waarin bepaald werd wie de kampioen werd van de National Football League voor het seizoen van 2011. Namens de NFC speelden de New York Giants en de AFC werd vertegenwoordigd door de New England Patriots. De wedstrijd werd gespeeld op 5 februari 2012 en gewonnen door de Giants met 21–17 met een touchdown gescoord 57 seconden voor het einde van de wedstrijd. Het was de vierde Super Bowl-overwinning voor de Giants en de tweede die gewonnen werd tegen de Patriots.

## Play-offs
Play-offs gespeeld na het reguliere seizoen.
| Geplaatste teams | Geplaatste teams                    | Geplaatste teams                   |
| Plaats           | AFC                                 | NFC                                |
| ---------------- | ----------------------------------- | ---------------------------------- |
| 1                | New England Patriots (Oost-winnaar) | Green Bay Packers (Noord-winnaar)  |
| 2                | Baltimore Ravens (Noord-winnaar)    | San Francisco 49ers (West-winnaar) |
| 3                | Houston Texans (Zuid-winnaar)       | New Orleans Saints (Zuid-winnaar)  |
| 4                | Denver Broncos (West-winnaar)       | New York Giants (Oost-winnaar)     |
| 5                | Pittsburgh Steelers                 | Atlanta Falcons                    |
| 6                | Cincinnati Bengals                  | Detroit Lions                      |

|  | Wildcard Play-offs                          | Wildcard Play-offs                          |                           |                           | Divisional Play-offs      | Divisional Play-offs      |                           |                           | NFC & AFC Championships | NFC & AFC Championships |  |  | Super Bowl XLVI | Super Bowl XLVI |
|  |                                             |                                             |                           |                           |                           |                           |                           |                           |                         |                         |  |  |                 |                 |
|  | Sports Authority Field at Mile High, 8 jan. | Sports Authority Field at Mile High, 8 jan. |                           |                           | Gillette Stadium, 14 jan. | Gillette Stadium, 14 jan. |                           |                           |                         |                         |  |  |                 |                 |
|  | Sports Authority Field at Mile High, 8 jan. | Sports Authority Field at Mile High, 8 jan. | Gillette Stadium, 22 jan. |                           | Gillette Stadium, 14 jan. | Gillette Stadium, 14 jan. |                           |                           |                         |                         |  |  |                 |                 |
|  | Sports Authority Field at Mile High, 8 jan. | Sports Authority Field at Mile High, 8 jan. | New England Patriots      | 45                        |                           |                           |                           |                           |                         |                         |  |  |                 |                 |
|  | Denver Broncos                              | 29*                                         | New England Patriots      | 45                        |                           |                           |                           |                           |                         |                         |  |  |                 |                 |
|  | Denver Broncos                              | 29*                                         |                           | Denver Broncos            | 10                        |                           |                           |                           |                         |                         |  |  |                 |                 |
|  | Pittsburgh Steelers                         | 23                                          |                           | Denver Broncos            | 10                        | New England Patriots      | 23                        |                           |                         |                         |  |  |                 |                 |
|  | Pittsburgh Steelers                         | 23                                          | M&T Bank Stadium, 15 jan. |                           |                           | New England Patriots      | 23                        |                           |                         |                         |  |  |                 |                 |
|  | Reliant Stadium, 7 jan.                     | Reliant Stadium, 7 jan.                     |                           | Baltimore Ravens          | 20                        |                           | Lucas Oil Stadium, 5 feb. | Lucas Oil Stadium, 5 feb. |                         |                         |  |  |                 |                 |
|  | Reliant Stadium, 7 jan.                     | Reliant Stadium, 7 jan.                     | Baltimore Ravens          | Baltimore Ravens          | 20                        | 20                        | Lucas Oil Stadium, 5 feb. | Lucas Oil Stadium, 5 feb. |                         |                         |  |  |                 |                 |
|  | Houston Texans                              | 31                                          | Baltimore Ravens          |                           |                           | 20                        | Lucas Oil Stadium, 5 feb. | Lucas Oil Stadium, 5 feb. |                         |                         |  |  |                 |                 |
|  | Houston Texans                              | 31                                          |                           | Houston Texans            | 13                        |                           | Lucas Oil Stadium, 5 feb. | Lucas Oil Stadium, 5 feb. |                         |                         |  |  |                 |                 |
|  | Cincinnati Bengals                          | 10                                          |                           | Houston Texans            | 13                        | New England Patriots      | 17                        |                           |                         |                         |  |  |                 |                 |
|  | Cincinnati Bengals                          | 10                                          | Candlestick Park, 14 jan. |                           |                           | New England Patriots      | 17                        |                           |                         |                         |  |  |                 |                 |
|  | Mercedes-Benz Superdome, 7 jan.             | Mercedes-Benz Superdome, 7 jan.             | Candlestick Park, 22 jan. | Candlestick Park, 22 jan. |                           | New York Giants           | 21                        |                           |                         |                         |  |  |                 |                 |
|  | Mercedes-Benz Superdome, 7 jan.             | Mercedes-Benz Superdome, 7 jan.             | Candlestick Park, 22 jan. | Candlestick Park, 22 jan. | San Francisco 49ers       | New York Giants           | 21                        | 36                        |                         |                         |  |  |                 |                 |
|  | New Orleans Saints                          | 45                                          | Candlestick Park, 22 jan. | Candlestick Park, 22 jan. | San Francisco 49ers       |                           |                           | 36                        |                         |                         |  |  |                 |                 |
|  | New Orleans Saints                          | 45                                          | Candlestick Park, 22 jan. | Candlestick Park, 22 jan. |                           | New Orleans Saints        | 32                        |                           |                         |                         |  |  |                 |                 |
|  | Detroit Lions                               | 28                                          |                           | San Francisco 49ers       | 17                        | New Orleans Saints        | 32                        |                           |                         |                         |  |  |                 |                 |
|  | Detroit Lions                               | 28                                          | Lambeau Field, 15 jan.    | San Francisco 49ers       | 17                        |                           |                           |                           |                         |                         |  |  |                 |                 |
|  | MetLife Stadium, 8 jan.                     | MetLife Stadium, 8 jan.                     |                           | New York Giants           | 20*                       |                           |                           |                           |                         |                         |  |  |                 |                 |
|  | MetLife Stadium, 8 jan.                     | MetLife Stadium, 8 jan.                     | Green Bay Packers         | New York Giants           | 20*                       | 20                        |                           |                           |                         |                         |  |  |                 |                 |
|  | New York Giants                             | 24                                          | Green Bay Packers         |                           |                           | 20                        |                           |                           |                         |                         |  |  |                 |                 |
|  | New York Giants                             | 24                                          |                           | New York Giants           | 37                        |                           |                           |                           |                         |                         |  |  |                 |                 |
|  | Atlanta Falcons                             | 2                                           |                           | New York Giants           | 37                        |                           |                           |                           |                         |                         |  |  |                 |                 |
|  | Atlanta Falcons                             | 2                                           |                           |                           |                           |                           |                           |                           |                         |                         |  |  |                 |                 |

* Na verlenging